# 정보과학

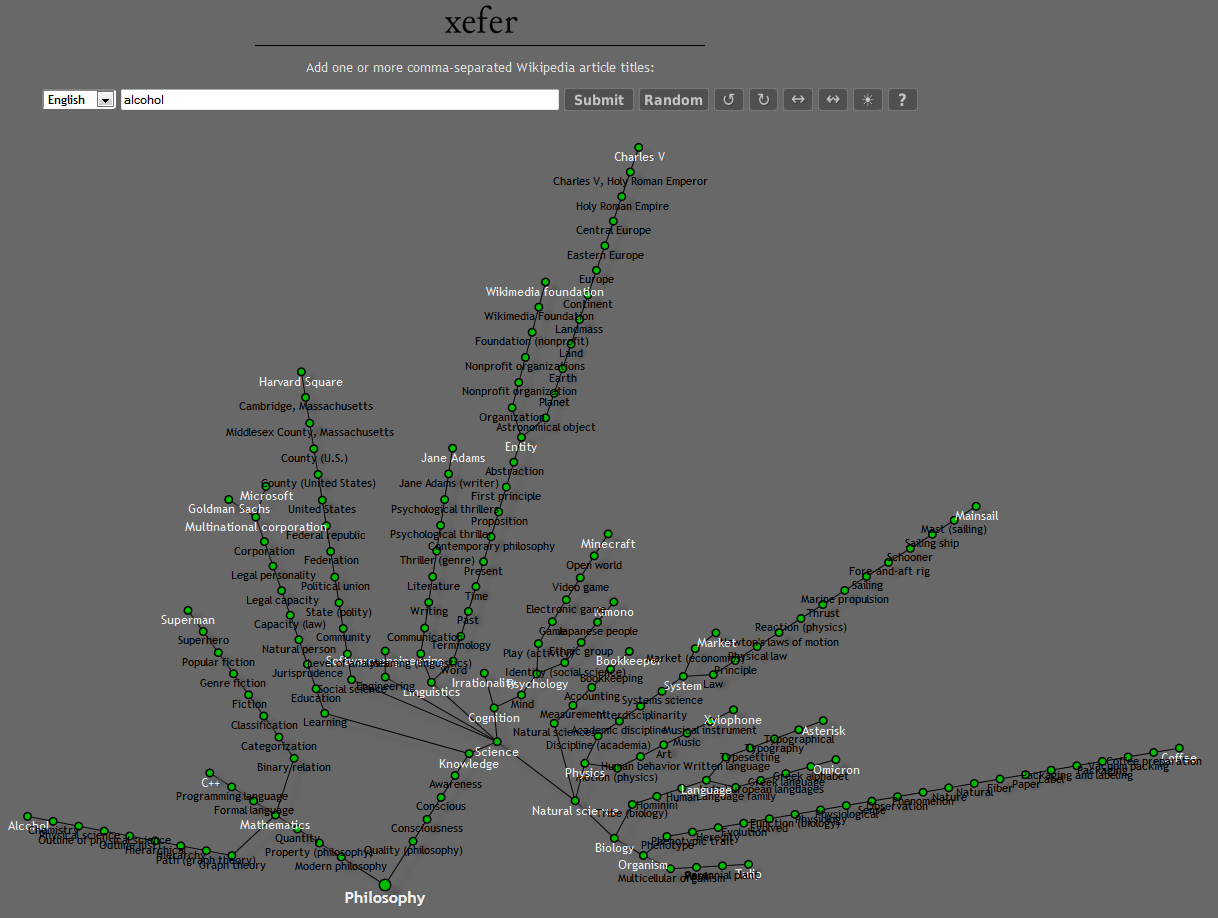
위키백과 문서들 사이의 링크를 보여주는 그래프

정보과학(情報科學, information science 또는 information studies)은 주로 정보의 분석, 수집, 분류, 이용, 저장, 검색, 배포에 관련된 다양한 문제를 다루는 학제간 연구이다.

## 관련 분야
- 컴퓨터 과학
- 커뮤니케이션 연구(Communication studies)
- 미디어 연구(Media studies)
- 인포매틱스(Informatics)
- 문헌정보학

## 주제
- 데이터 통신 모델링
- 인간과 컴퓨터 상호 작용
- 정보 아키텍처
- 정보 윤리
- 정보화 사회
- 지식경영
- 온톨로지
- 시맨틱 웹
- 사용자 중심 디자인
- 인간공학

## 연구
정보과학 연구자들은 보통 커뮤니케이션, 컴퓨터 과학, 법학, 문헌정보학, 사회학 등 관련 분야에 소속되나, 일부 대학의 경우 정보과학을 위한 별도 과정, 학과 또는 단과대학을 두기도 한다.

### 연구 방향 및 응용
정보과학이 조사하고 개발하는 분야들은 다음을 포함한다:
- 정보 접근
- 정보 아키텍처
- 정보 관리
- 정보 검색(Information retrieval)
- 정보 탐색(Information seeking)
- 정보화 사회

## 관련 인물
- 팀 버너스리
- 버니바 부시

## 참조
1. ↑  Merriam-Webster and American Heritage Dictionary.

## 같이 보기
- 네트워크
- 컴퓨터 과학
- 정보 기술